# 佛木寺

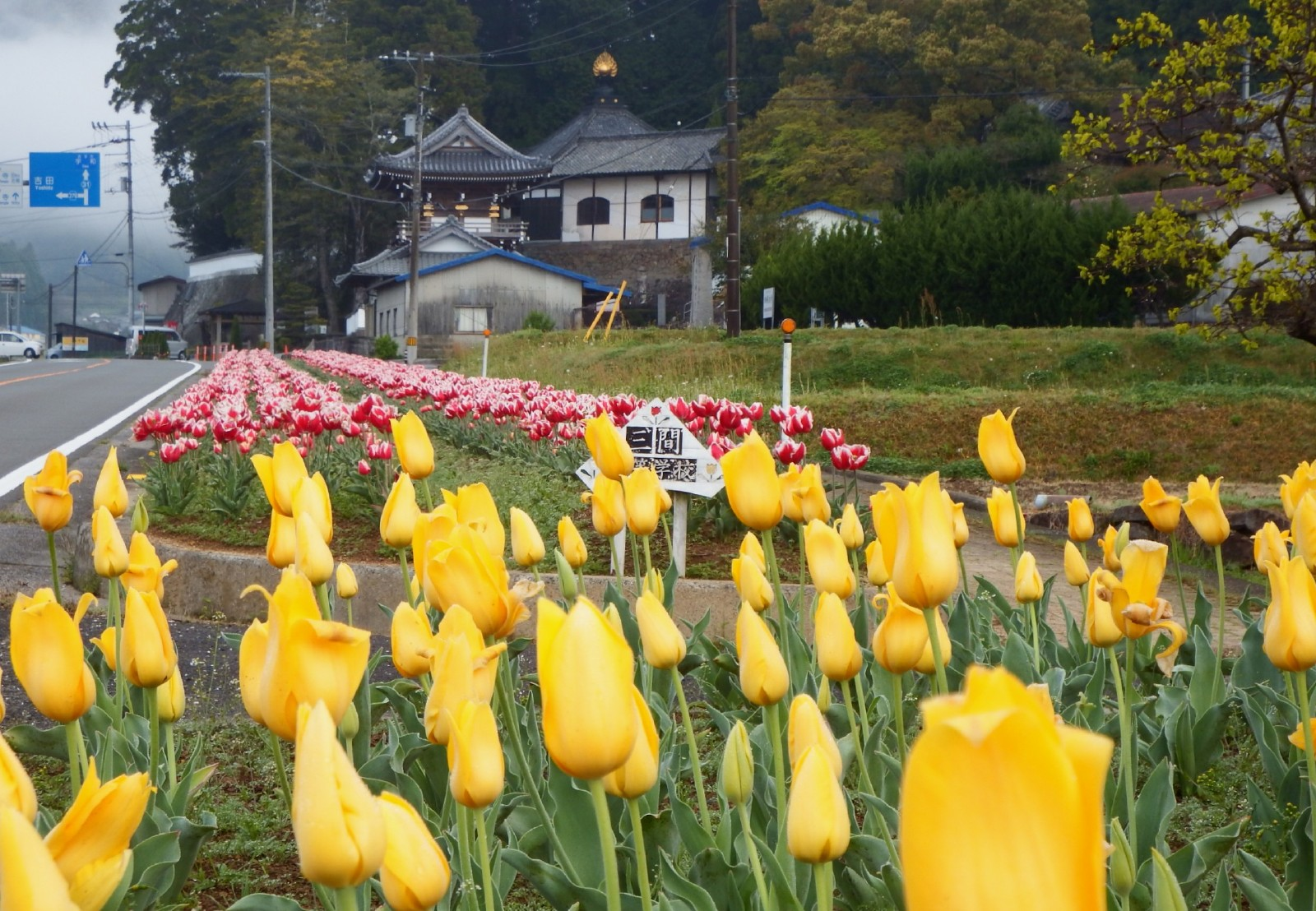
周辺

佛木寺（ぶつもくじ）は、愛媛県宇和島市にある真言宗御室派の寺院。一か山、毘盧舎那院（びるしゃないん）と号す。本尊は大日如来。四国八十八箇所第四十二番札所。
- 本尊真言：おん あびらうんけん ばざらだどばん
- ご詠歌：草も木も仏になれる仏木寺　なお頼もしき鬼畜人天（きちくにんてん）

## 概要
この当寺の後に歯長峠が控えており、歩きの場合は標高約480 mの峠越えを、昭和45年3月竣工のトンネル利用でも標高394 mを越えるため、車でもトンネル利用の歩きでも、さらに冬場は積雪の心配もあってプレッシャーを感じるところであったが、高速道路が出来てからは車の場合20分ほどで難なく次の札所まで行けるようになった。
当寺へ至る県道沿いには、地元則（すなわち）地区の人々や成妙小学校の生徒や三間高等学校の学生が、春はチューリップ、夏はポーチュラカ、秋はコスモスを栽培して道中を和ませてくれている。

## 沿革
大同2年（807年）空海（弘法大師）がこの地で牛を牽く老人に勧められて牛の背に乗って進むと、唐を離れる際に有縁の地を求めて東に向かって投げた宝珠が楠の大樹にかかっているのを見つけた。そこで、この地が霊地であると悟り楠木で大日如来を刻んで、その眉間に宝珠を埋め、堂宇を建立して開創したという。牛の背に乗ってこの地に至ったというところから家畜守護の寺とされている。
鎌倉時代は宇和島領主伊予西園寺氏の菩提寺として栄えた。弘法大師像は正和4年（1315年）10月5日開眼」の胎内銘が入り、銘入りの大師像として日本最古のものといわれている。本堂は享保13年（1728年）に、吉田藩主伊達村賢が建てたものである。
毎年、4月19日は当寺の縁日で、本尊の大師像が開帳される。なお、不動堂は元の大師堂で現大師堂の場所から移動され、前立の大師像は現大師堂が昭和時代になって建てられたときに共に造られた。

## 境内

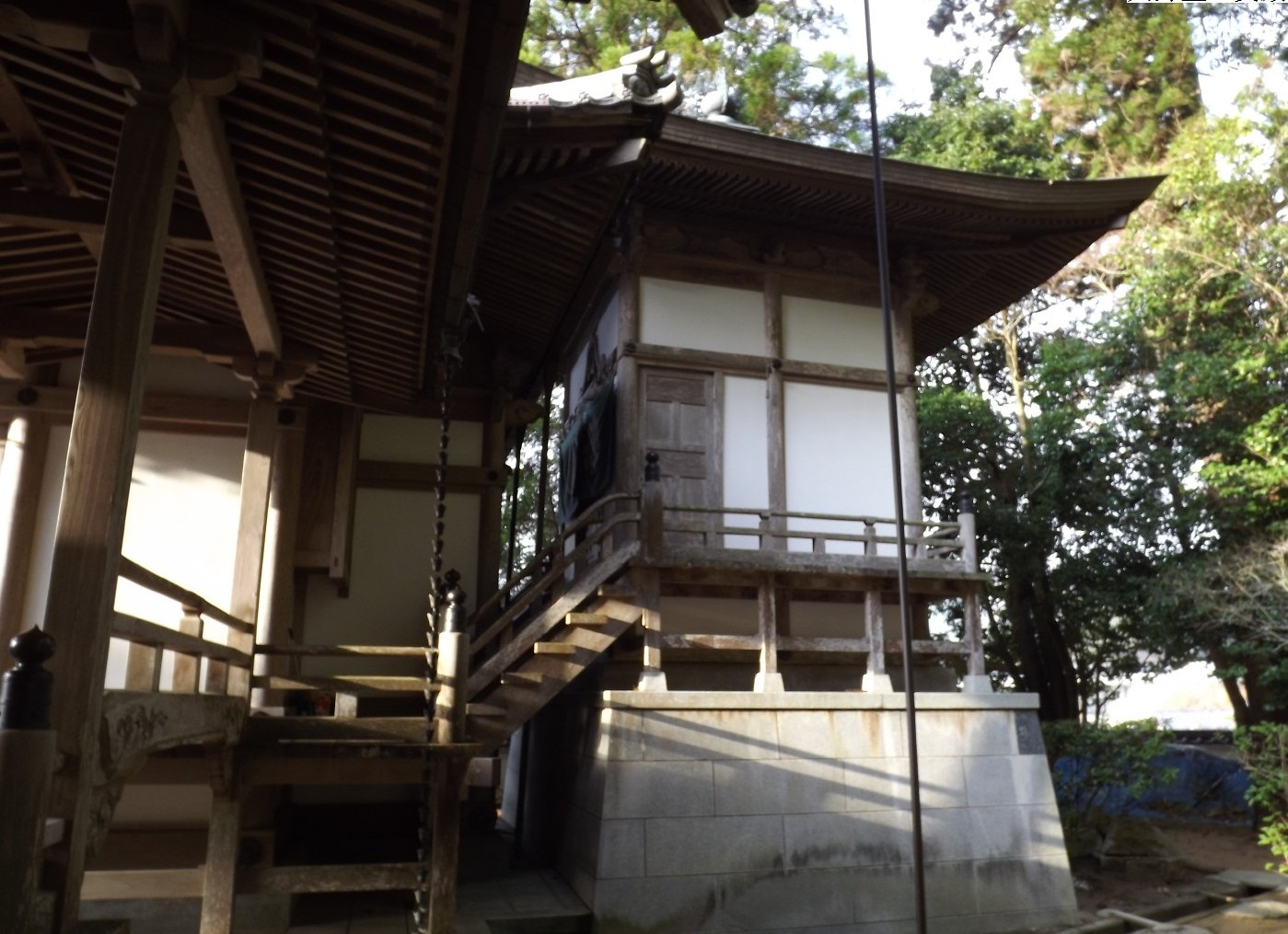
大師堂は前堂と後堂がある。

- 山門（仁王門） - 入母屋造楼門、以前の門は1919年に建立されたが、老朽化したため2010年5月から建て替え、2011年5月28日に落慶した[2]。
- 本堂 - 正月三が日、本尊がライトアップされる。
- 大師堂 - 前堂には白塗り着色の大師像が、後堂には県有形文化財の木肌の大師像が安置される。
- 鐘楼堂 - 元禄年間に建てられた茅葺の建物。2014年に茅の葺き替えを行った。
- 不動堂 - 護摩焚が行われている。
- 聖徳太子堂
- 鎮守・明神宮（祠）- 本堂の背後にあり。天照大神・神武天皇・菅原道真を祀る。
- 家畜堂（祠）- 本堂の右にあり、牛馬や家畜の守り仏として信仰を集めている。
- 残木堂（祠）- 大師堂の左にあり。本尊が造られた残り木を祀る。
- 慰霊堂（祠）- 大師堂の背後にあり。当地に葬られていた約600年前の平家の落人を祀っている。
- 境内の石仏　- 観世音菩薩像・六地蔵像・大日如来像・七福神像・修行大師像など
- 西国三十三観音霊場の写し石仏 -  明神宮の背後から始まり右の山に上がって行く。昭和59年12月開山。

県道より石段を上って山門をくぐると参道は左に入るが、直進すると茅葺の鐘楼堂、庫裏がある。参道右手に手水場があり、段を上がると左に納経所があり、右に不動堂、その先に聖徳太子堂がある。参道を進むと左手には観音菩薩像を越え正面に本堂が左に大師堂が建つ、本堂の右に家畜堂、本堂右後ろに鎮守堂がある。
- 客殿：地蔵菩薩坐像を祀る。2022年4月3日落慶[3]。
- 宿坊 - なし
- 駐車場 - 30台、大型5台。無料。

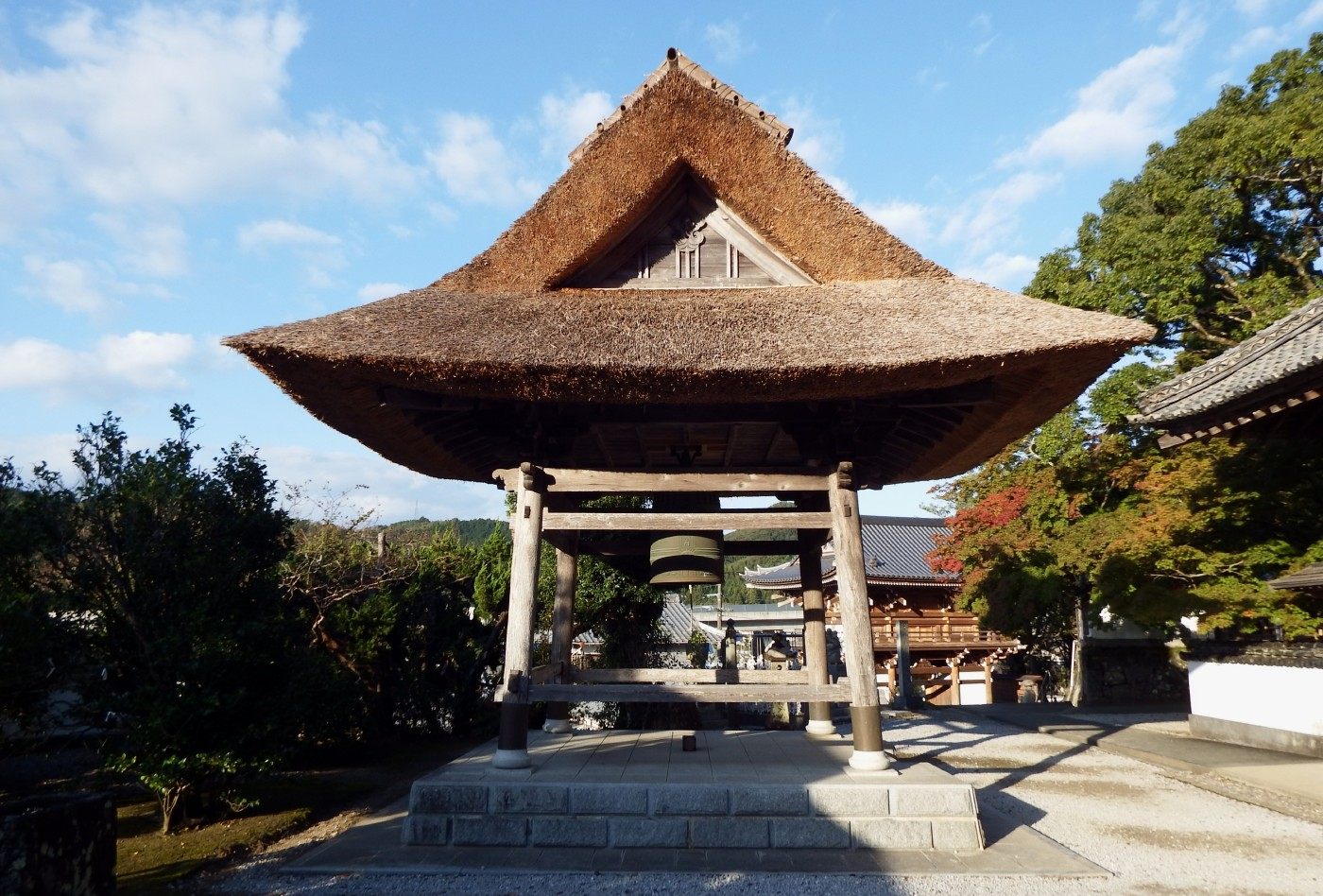
茅葺きの鐘楼
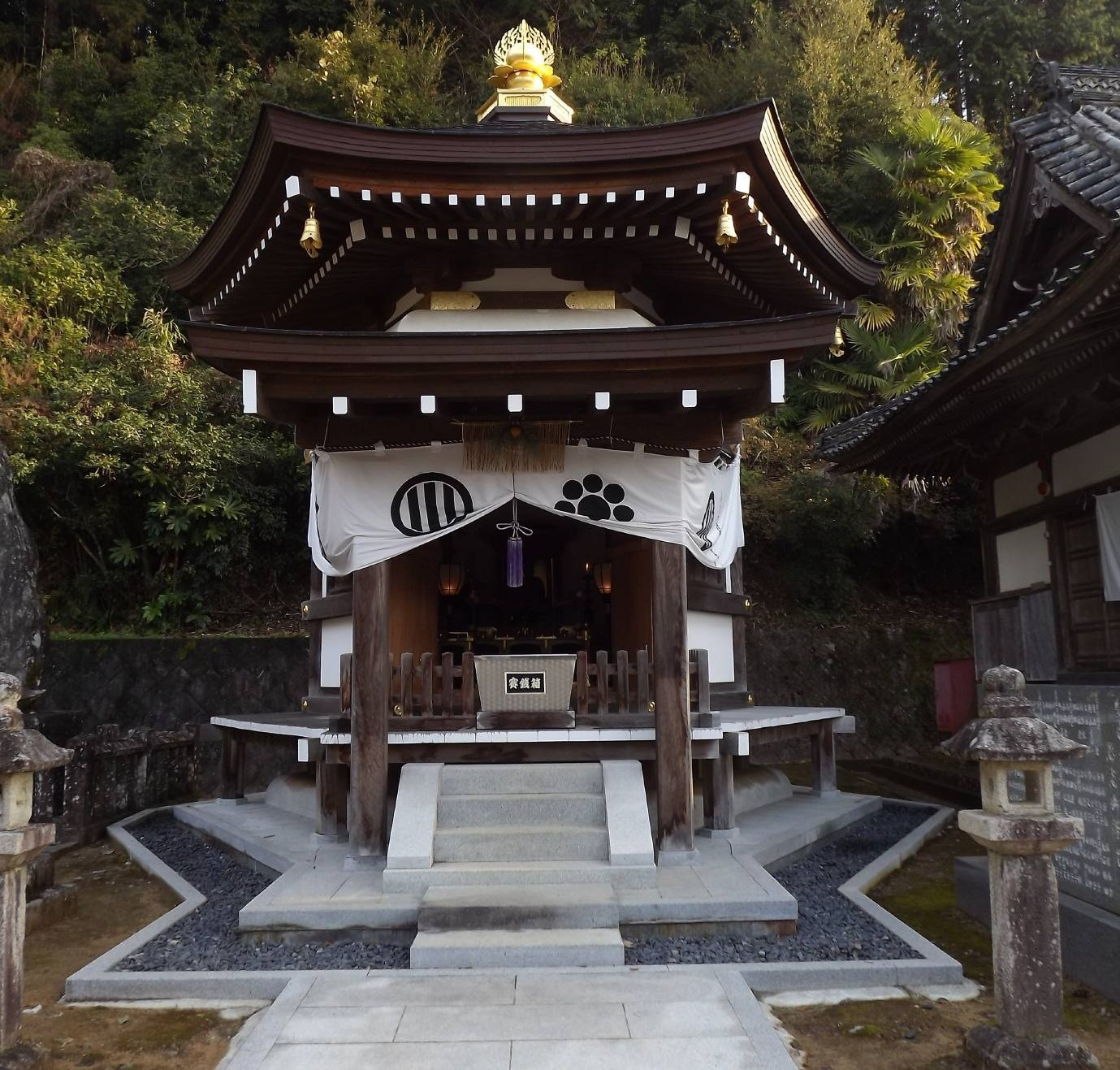
聖徳太子堂
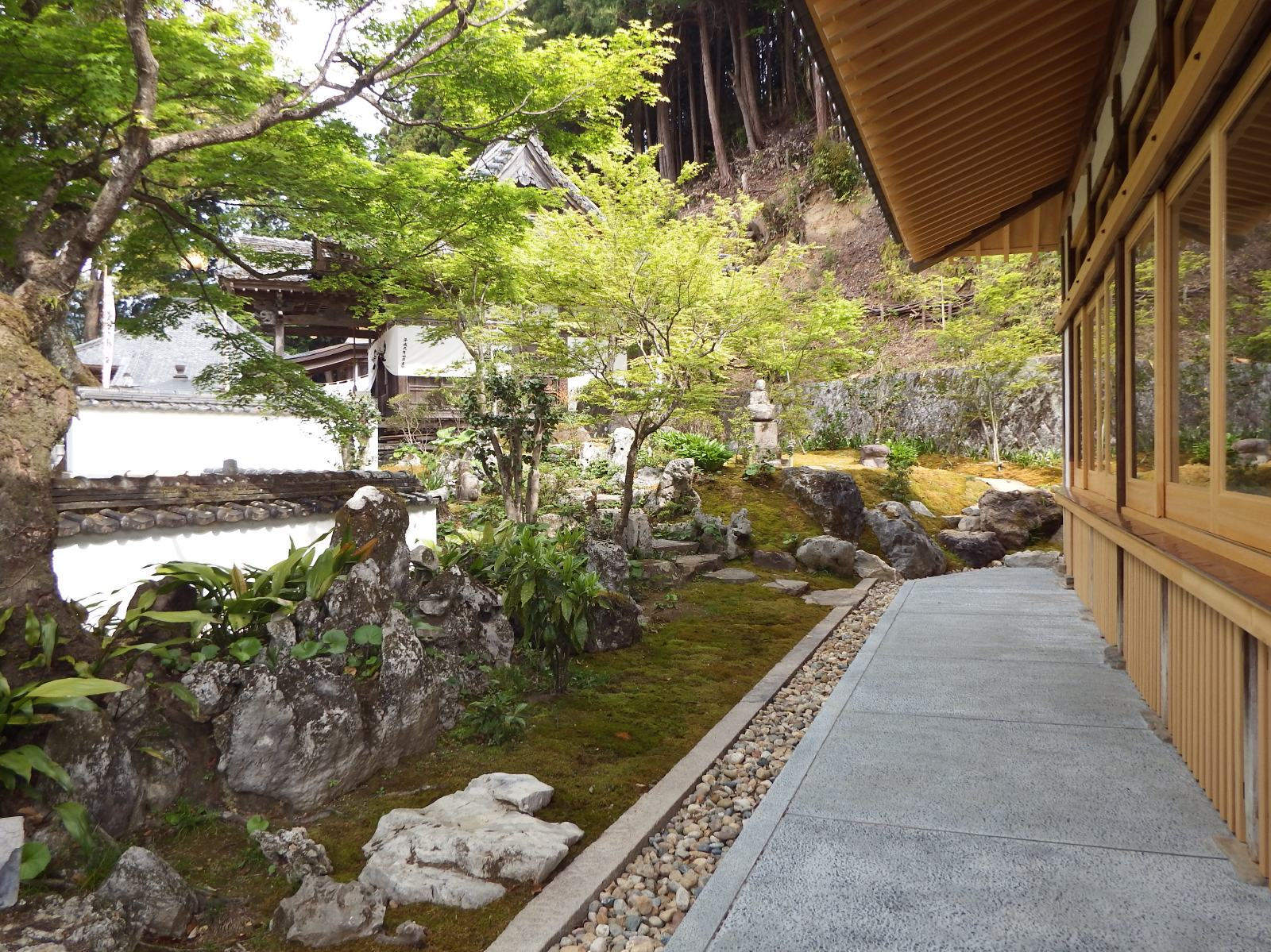
不動堂　庭園　客殿
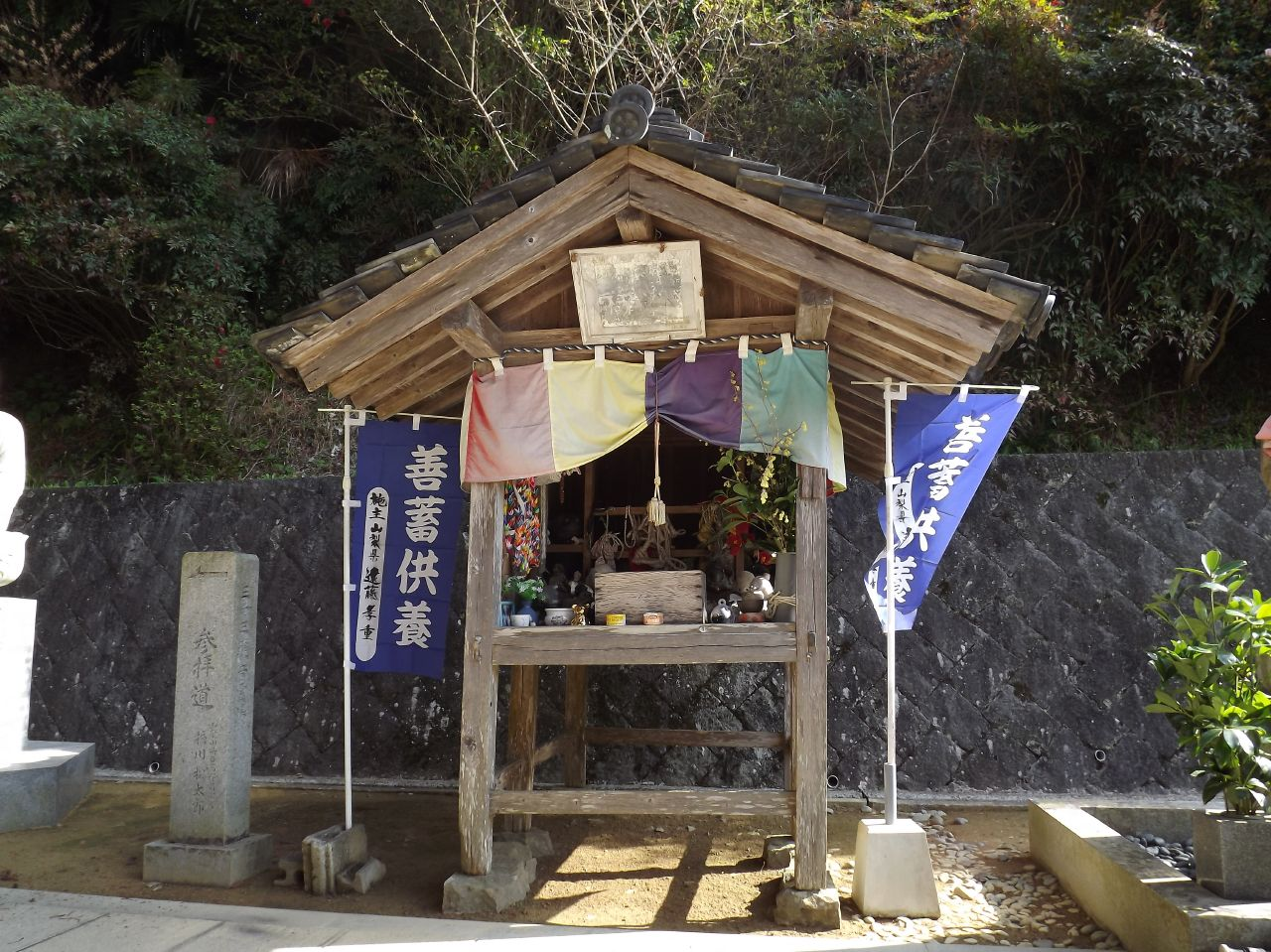
家畜堂
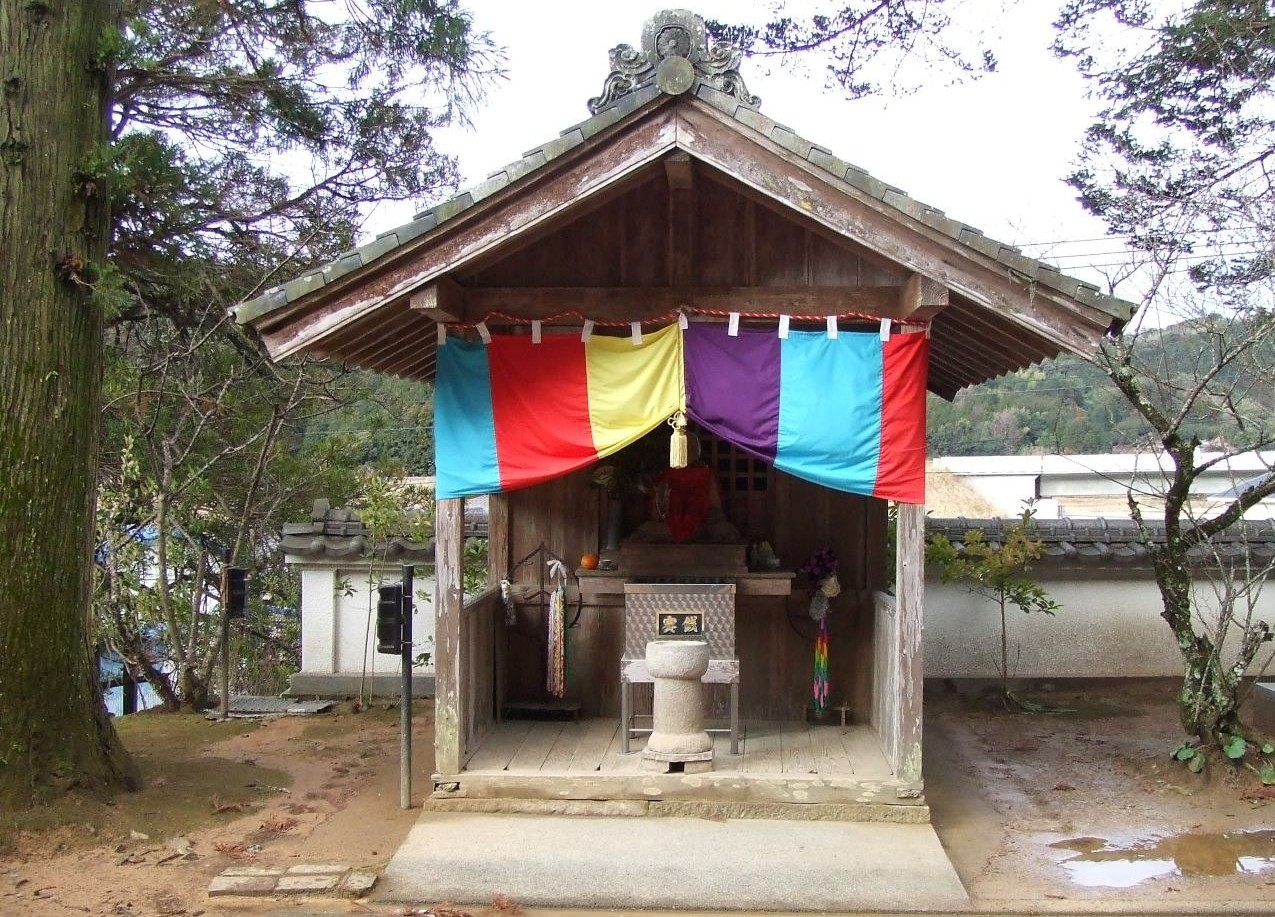
残木堂
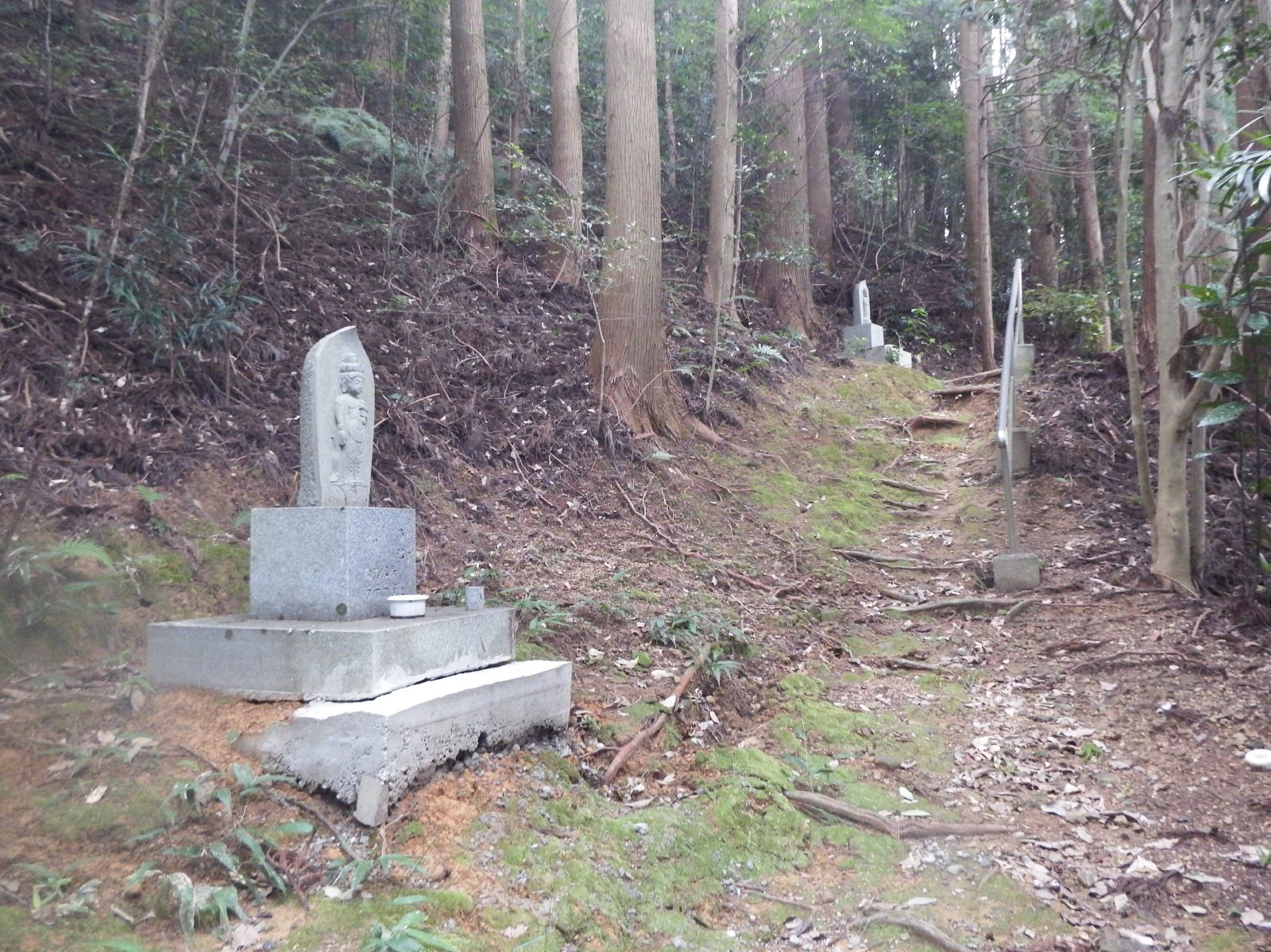
仏木寺三十三観音霊場

## 文化財
国の史跡

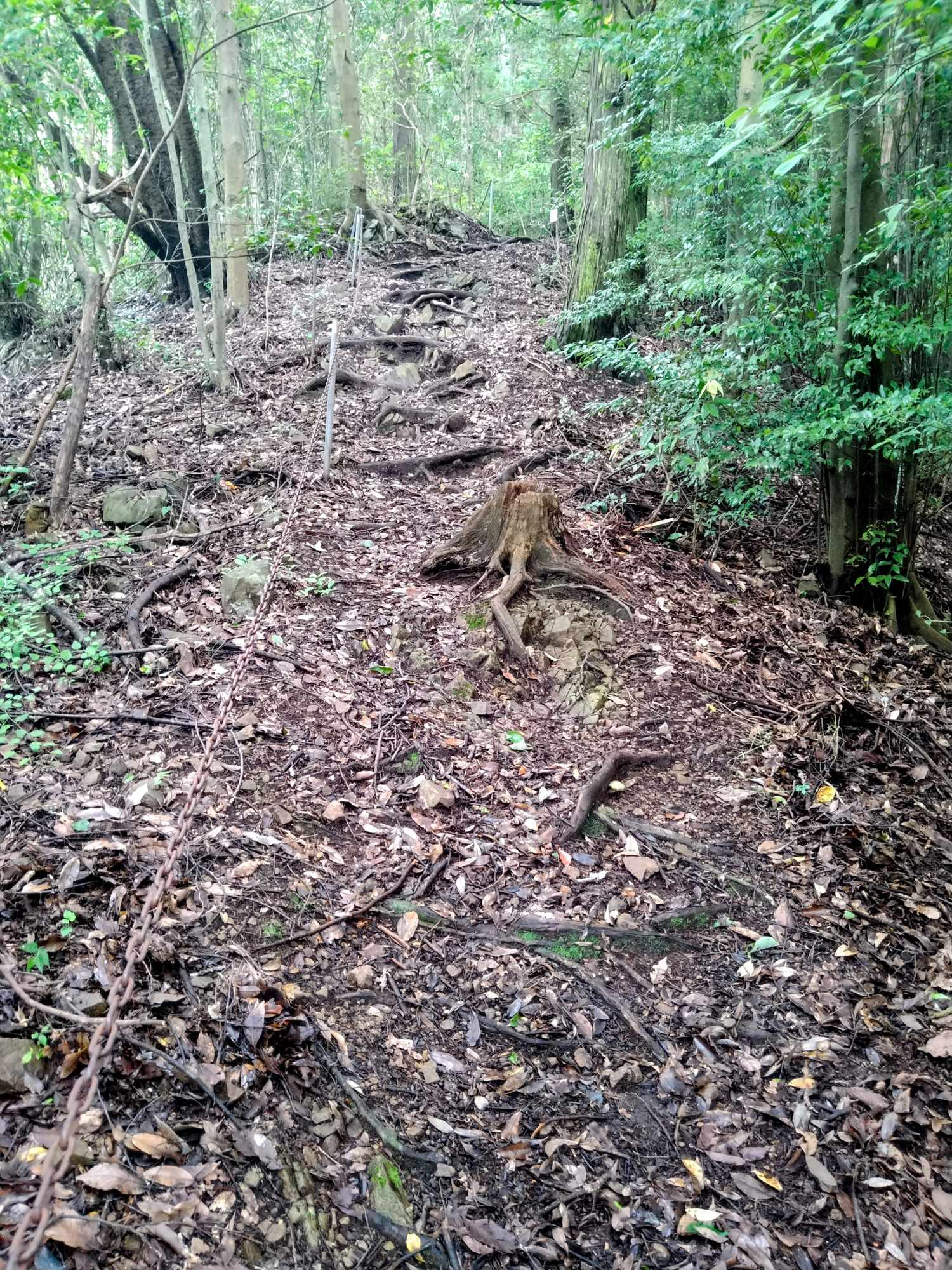
歯長峠への遍路道

- 伊予遍路道  明石寺道：令和6年（2024年）2月21日指定[4]

宇和島市内の歯長峠に向かう県道31号を上がって行くと道路脇に遍路道入口があり石段を上がると東屋があってそこからは急坂の登山道となる。その入口付近から再び県道と交差するまでの585.80 m
愛媛県指定有形文化財
- 木造大日如来坐像 - 昭和40年（1965年）4月2日指定[6]

当寺の本尊。建治元年（1275年）作。宝冠を頂き智拳印を結ぶ金剛界大日如来で、像高120.2 cm、膝張り92 cm、カヤ材、背面に大ぶりの円形光背がある。地方作風の顕著なものである。
- 木造弘法大師坐像 - 昭和54年（1979年）9月14日指定[7]

像内の墨書から正和4年（1315年）の作と判明する。像高87.5 cm、ヒノキ材の寄木造り、内刳りを施し胎内仏が3躰ある。像容は面奥も深く鎌倉彫刻らしく意欲的ではあるが地方色の顕著なものである。
宇和島市指定有形文化財
- 佛木寺文書 - 昭和37年（1962年）11月3日指定[8]

## 交通アクセス
鉄道
- 四国旅客鉄道（JR四国） 予土線 – 務田駅 (3.5 km)

バス
- 宇和島バス 「仏木寺」下車 (0.1 km)

道路
- 一般道：県道31号宇和三間線 仏木寺 (0.1 km)

## 奥の院

送迎庵見送大師
歯長峠にあるブロック造りの小さな建物に石仏が安置されている。見送大師と地蔵6体が祀られている。（ 送迎庵見送大師）

## 前後の札所
四国八十八箇所
41 龍光寺 -- (2.6 km)-- 42 佛木寺 -- (10.6 km)-- 43 明石寺